# NXT Vengeance Day 2024
NXT Vengeance Day 2024 è stata la seconda edizione 
dell'omonimo pay-per-view prodotto dalla WWE. In esclusiva per il roster di NXT, l'evento si è svolto il 4 febbraio 2024 alla F&M Bank Arena di Clarksville, Tennessee, ed è stato trasmesso in diretta su Peacock negli Stati Uniti e sul WWE Network nel resto del mondo.
Il nome ed il logo dell'evento sono un riferimento a Vengeance, evento in pay-per-view prodotto dal 2001 al 2011.

## Storyline
Dopo due anni d'assenza e dall'ultima volta, il Premium Live Event torna ad ospitare la finale del Dusty Rhodes Tag Team Classic, torneo in onore di Dusty Rhodes. La prima fase del torneo si è disputata il 9 ed il 16 gennaio, ad NXT. La prima serata ha visto il team formata da Baron Corbin e Bron Breakker sconfiggere i Gallus (Mark Coffey e Wolfgang), ed il tag team di Axiom e Nathan Frazer sopravanzare Hank Walker e Tank Ledger. Nella seconda serata, il Latino World Order, con la coppia Cruz Del Toro e Joaquin Wilde, hanno battuto la Chase University (Duke Hudson e Riley Osborne) e Carmelo Hayes insieme a Trick Williams hanno sconfitto Edris Enofé e Malik Blade.
La prima semifinale si è svolta il 23 gennaio con Baron Corbin e Bron Breakker che riescono a schienare il team di Axiom e Nathan Frazer. La settimana più tardi, si è disputata la seconda semifinale con Hayes e Williams che hanno sconfitto il Latino World Order.
Nella stessa data del primo turno del torneo, la nuova General Manager Ava ha indetto una Battle royal femminile a 20 ragazze, dove le ultime quattro rimaste sul ring si sarebbero affrontate in un Fatal four-way match per determinare il posto di prima contendente al NXT Women's Championship di Lyra Valkyria. Le ultime quattro rimaste furono Kiana James, Fallon Henley, Kelani Jordan e Roxanne Perez, con quest'ultima che riesce anche a vincere il match della settimana successiva.
Sempre il 9 gennaio, Dragon Lee sconfigge Lexis King mantenendo il suo NXT North American Championship ma nel dopo match viene attaccato da Oba Femi che incassa la sua opportunità titolata, vinta dopo il Breakout Tournament, vincendo il titolo. La settimana seguente, Lee ha lanciato la sfida ad Oba Femi per un rematch, con il campione che ha accettato.
Dopo essere uscito vincitore dall'Iron Survivor Challenge di NXT Deadline, Trick Williams affrontò il NXT Champion Il'ja Dragunov che, nonostante un infortunio avvenuto due settimane prima dell'evento, riuscì a combattere.

## Risultati
| # | Match | Stipulazioni | Durata |
| - | --- | --- | ------ |
| 1 | Baron Corbin e Bron Breakker hanno sconfitto Carmelo Hayes e Trick Williams                                                               | Tag team match Finale del Dusty Rhodes Tag Team Classic                                                             | 14:27  |
| 2 | Dijak ha sconfitto Joe Gacy | No disqualification match                                                                                           | 11:56  |
| 3 | Tony D'Angelo, Channing "Stacks" Lorenzo e Adriana Rizzo hanno sconfitto gli OTM (Bronco Nima, Lucien Price e Jaida Parker) (con Scrypts) | Six-person mixed tag team match                                                                                     | 10:11  |
| 4 | Lyra Valkyria (c) ha sconfitto Roxanne Perez e Lola Vice                                                                                  | Triple threat match per l'NXT Women's Championship Lola Vice ha incassato il contratto dell'NXT Breakout Tournament | 13:30  |
| 5 | Oba Femi (c) ha sconfitto Dragon Lee | Single match per l'NXT North American Championship                                                                  | 10:56  |
| 6 | Il'ja Dragunov (c) ha sconfitto Trick Williams (con Carmelo Hayes)                                                                        | Single match per l'NXT Championship                                                                                 | 17:58  |